# Les Misérables
 Denne artikel omhandler romanen. For andre betydninger af Les Misérables, se Les Misérables (flertydig). (Se også artikler, som begynder med Les Misérables)
Les Misérables (De Elendige, De Ulykkelige eller Galejslaven) er en roman fra 1862 af den franske forfatter Victor Hugo. Den anses for at være den største roman fra det 19. århundrede. Den følger flere franskmænd i 20 år i begyndelsen af det 19. århundrede, fra 1815 frem til den republikanske opstand i Paris (5. juni 1832). 
Romanen følger den tidligere galejslave Jean Valjeans kampe og hans oplevelse af frelse. Den undersøger lovens og nådens natur og uddyber Frankrigs historie, Paris' arkitektur, politik, moralfilosofi, antimonarkisme, retfærdighed, religion og den romantiske og familiemæssige kærligheds natur. Historien er fiktion, men er inspireret af historiske begivenheder.
Les Misérables er kendt af mange fra film og teater. Mest kendt er teater musicalen af samme navn, ofte forkortet til ”Les Mis.”

## Romanens Form
Les Misérables indeholder mange handlinger, men hovedtråden er historien om den forhenværende galejslave 24601 Jean Valjean, som bliver en kraft for det gode i verden, men som ikke kan undslippe sin mørke fortid. Romanen er i fem bind, hvert bind er delt op i bøger og underdelt i 365 kapitler. Hvert kapitel er relativt kort, normalt ikke mere end et par sider. Romanen fylder i alt 1.900 sider. Inden for romanens rammer fylder Hugo mange sider med sine tanker om religion, politik og samfundet, heriblandt hans tre omstændelige sidespring:
- Et om klosterordner,
- Et om argot (indforstået sprogbrug)
- Hans berømte genfortælling af Slaget ved Waterloo.

## Plot

### Bind I – Fantine
Historien begynder i 1815 i Digne. Bonden Jean Valjean er lige blevet løsladt fra fængslet Bagne de Toulon efter nitten år: de fem for at stjæle brød til sin sultende søster og hendes familie - de fjorten for talrige flugtforsøg. Da han bliver løsladt, skal han bære et gult pas, som stempler ham som straffefange, selvom han allerede har betalt sin gæld til samfundet. Kroværter ønsker ikke at have en straffefange i deres kro, så Valjean må sove på gaden. Det gør ham endnu mere vred og bitter. Den menneskekærlige biskop Myriel, Dignes biskop, giver ham husly. Midt om natten stjæler han biskoppens sølvtøj og stikker af. Han bliver fanget, men biskoppen redder ham ved at påstå, at sølvtøjet var en gave og giver ham også sine to sølvlysestager, og skænder på ham, fordi han forlod ham i sådan en fart, at han glemte de meget værdifulde stager. Biskoppen ”minder” ham derefter om "løftet" om, at bruge sølvet til at gøre sig til en hæderlig mand. Mens Valjean grubler over disse ord, stjæler han af gammel vane en drengs sølvmønt. Han jager drengen væk (Petit Gervais), men angrer snart og beslutter sig til at følge biskoppens råd. Han gennemsøger byen efter barnet, hvis penge han kom til at stjæle. Samtidig bliver hans tyveri rapporteret til myndighederne, som nu leder efter ham. Hvis Valjean bliver fanget skal han som vaneforbryder resten af livet i fængsel.
Der går seks år, og Valjean, som bruger navnet Monsieur Madeleine for at undgå tilfangetagelse, er blevet en velhavende fabriksejer og borgmester i Montreuil-sur-Mer. Mens han går tur, ser han Fauchelevent klemt under en kærre. Da ingen vil hjælpe, redder Valjean Fauchelevent. Han kravler ind under kærren og befrier ham. Byens politiinspektør Javert, som var vagt i Bagne de Toulon under Valjeans indespærring, bliver mistænksom efter at have set borgmesterens heltebedrift. Han ved, at Jean Valjean besidder sådan en styrke.
Flere år tidligere i Paris var sypigen Fantine meget forelsket i Félix Tholomyès. Hans venner Listolier, Fameuil og Blachevelle var sammen med Fantines veninder Dahlia, Zéphine og Favourite. De forlod kvinderne, og lod Fantine tage sig af Tholomyès’ datter, Cosette. Da Fantine ankom til Montfermeil, overlod hun Cosette i Thénardiers varetægt. Familien Thénardier bestod af en korrupt krovært, hans ondskabsfulde kone og deres to døtre. Fantine ved ikke, at de misbruger hendes datter og bruger hende som slave i deres kro og bliver ved med at betale en ublu pris for Cosettes ophold. Fantine bliver fyret fra sit arbejde på Valjeans fabrik, fordi hendes datter er født uden for ægteskab og bliver tvunget til prostitution for at betale for datteren. Fantine er ved at dø af en unavngiven sygdom (højst sandsynligt tuberkulose). Mens hun trækker på gaden, bliver Fantine chikaneret af Bamatabois. Han kommer sne ned på hendes ryg. Hun reagerer ved at angribe ham. Javert ser det og arresterer Fantine. Hun trygler om at blive løsladt, så hun kan forsørge sit barn, men Javert idømmer hende seks måneders fængsel. Efter at have hørt hendes historie skrider Valjean ind og beordrer Javert til at løslade hende. Javert nægter på det kraftigste, men Valjean er vedholdende og vinder. Valjean, som føler sig ansvarlig, fordi hans fabrik sendte hende bort, lover Fantine, at han vil bringe Cosette til hende. Han tager hende til et hospital.
Javert indrømmer, at han efter Fantines løsladelse havde angivet Valjean til de parisiske myndigheder. Ikke desto mindre fortæller han ham, at han ikke længere mistænker ham, fordi autoriteterne havde udtalt, at en anden mand var blevet identificeret som Jean Valjean. Det er Champmathieu. Hans rettergang skal foregå næste dag. Først er Valjean i tvivl, om han skal give sig til kende, men beslutter sig for at gøre det, for at redde en uskyldig mand. Han tager til retssagen og giver sig tilkende. Da han vender tilbage til Montreuil-sur-Mer for at se til Fantine, bliver han fulgt af Javert, som anklager ham. Nu afslører Javert Valjeans sande identitet for Fantine. Det og hendes sygdom får hende til at falde om og dø. Valjean går til Fantine og hvisker til hende og kysser hendes hånd. Derefter går han med Javert.

### Bind II – Cosette
Valjean flygter, blot for at blive fanget igen og dømt til døden. Dommen bliver omstødt af kongen til livstid. Mens han afsoner sin straf i fængslet i Toulon, redder Valjean en sømand, som er ved at falde ned fra skibets rigning. Folkemængden begynder at råbe ”Denne mand skal benådes!”, men Valjean lader som om han glider og falder ned i havet for at undslippe. Valjean stoler på, at alle tror, han er druknet.
Valjean ankommer til Montfermeil juleaften. Han finder Cosette i skoven, hvor hun henter vand, og går sammen med hende til kroen. Efter at havde bestilt et måltid, ser han Thénardier mishandle hende. Han er også vidne til deres forkælede døtres, Éponine og Azelma, dårlige behandling af Cosette, når de sladrer om hende til deres mor, fordi Cosette rører deres aflagte dukke. Nu går Valjean ud og vender tilbage et øjeblik senere med en dyr, ny dukke. Han giver den til Cosette. Først kan hun ikke forstå at dukken virkelig er til hende, men derefter tager hun den med glæde. Det gør at fru Thénardier bliver rasende på Valjean, mens Thénardier afviser hende og fortæller hende, at han kan gøre hvad han ønsker, så længe han betaler. Éponine og Azelma bliver jaloux på Cosette.
Julemorgen flygter Valjean sammen med Cosette til Paris efter at have vist Thénardier et brev fra Fantine. Senere finder Javert Valjeans nye logi hos Gorbeau.
Valjean tager Cosette, og de forsøger at slippe fra Javert. De finder snart tilflugt i Petit Picpus-klostret med hjælp fra Fauchelevent, manden, som Valjean reddede, og som er gartner i klosteret. Valjean bliver også gartner, og Cosette bliver elev.

### Bind III – Marius
Otte år senere forbereder Venner af ABC ledet af Enjolras en anti-Orléans revolution på aftenen for den parisiske opstand d. 5.-6. juni 1832, efter General Lamarques død, den eneste franske leder, som har sympati for arbejderklassen. De fattige slutter sig til; også Thénardiers ældste søn Gavroche, som er gadebarn.
En af de studerende Marius Pontmercy er blevet fremmed for sin familie (især hans morfader M. Gillenormand) på grund af sine liberale synspunkter. Efter hans fader oberst Georges Pontmercys død, finder Marius et brev fra faderen, som instruerer ham om at yde hjælp til sergent Thénardier, som reddede Pontmercys liv ved Waterloo – i realiteten stjal M. Thénardier fra ligene og reddede kun Pontmercys liv ved et tilfælde; han havde kaldt sig sergent under Napoleon for ikke at afsløre sig som røver. I Luxemborg Haverne bliver Marius forelsket i den nu voksne og smukke Cosette. Familien Thénardier er også flyttet til Paris og bor nu i fattigdom efter at have mistet deres kro. De bor under navnet ”Jondrette” i Gorbeau Huset (tilfældigvis samme bygning, som Valjean og Cosette kortvarigt boede i efter at havde forladt Thénardiers kro). Marius bor der også ved siden af familien Thénardier.
Éponine besøger laset og udmagret Marius i hans lejlighed for at tigge. For at imponere ham prøver hun at bevise sine læse- og skrivefærdigheder ved at læse højt fra en bog og ved at skrive ”Politiet Er Her” på et stykke papir. Marius får medlidenhed med hende og giver hende penge. Efter at Éponine er gået, ser Marius familien ”Jondrette” i deres lejlighed gennem en revne i væggen. En filantrop og hans datter besøger dem – faktisk er det Valjean og Cosette. Marius genkender med det samme Cosette. Marius beder Éponine om at skaffe hendes adresse. Éponine, som selv er forelsket i Marius, går modvilligt med til det. Thénardier genkender også Valjean og Cosette og sværger hævn. Thénardier får hjælp af Patron-Minette, en kendt og berygtet bande af mordere og røvere.
Marius overhører Thénardiers plan og går til Javert for at rapportere forbrydelsen. Han går hjem igen og venter på, at Javert og politiet ankommer. Da Valjean kommer tilbage med huslejepengene, overfalder Thénardier og Patron-Minette ham og afslører hans identitet. Marius genkender Thénardier, som ham der ”reddede” hans fars liv ved Waterloo og er i et dilemma. Han prøver at redde Valjean uden at forråde Thénardier. Han ser den lap papir, som Éponine havde skrevet på og smider den ind i Thénardiers lejlighed gennem revnen. Thénardier læser det, og tror at Éponine smed det ind. Han, fru Thénardier og Patron-Minette prøver at flygte, blot for at blive stoppet af Javert. Han arresterer hele familien Thénardier og Patron-Minette(bortset fra Claquesous, som flygter under transporten til fængslet, Montparnasse, som stopper, for at løbe væk sammen med Éponine i stedet for at slutte sig til røveriet og Gavroche, som ikke var tilstede og sjældent tager del i sin families ulovligheder, på nær i hans andel i at bryde sin far ud af fængslet). Valjean undslipper inden Javert ser ham.

### Bind IV – Fra Idyl Til Heltedåd
Efter Éponines løsladelse fra fængslet finder hun Marius og fortæller ham bedrøvet, at hun har fundet Cosettes adresse. Hun leder ham til Valjean og Cosettes hus i Rue Plumet, og Marius observerer huset i et par dage. Han og Cosette mødes endelig og erklærer deres kærlighed til hinanden. Thénardier, Patron-Minette og Brujon flygter fra fængslet med hjælp fra Gavroche. En nat mens Marius besøger Cosette, prøver seks mænd at røve Valjean og Cosettes hus, men Éponine, som sidder ved porten til huset, truer med at skrige og vække hele nabolaget, hvis tyvene ikke går deres vej. De går modvilligt deres vej. Imens fortæller Cosette Marius, at hun og Valjean tager af sted til England om en uges tid, hvilket bekymrer parret dybt.
Næste dag sidder Valjean i Champ du Mars. Han er foruroliget efter at have set Thénardier i nabolaget flere gange. Uventet lander et stykke papir i hans skød, som siger ”FLYT VÆK”. Han ser en skikkelse løbe væk i det svage lys. Han går tilbage til sit hus for at fortælle Cosette, at de vil flytte til deres andet hus i Rue de L’Homme Arme og bekræfter, at de flytter til England. Marius prøver at få tilladelse fra M. Gillenormand til at gifte sig med Cosette. Hans bedstefader virker barsk og vred, men har længtes efter at Marius vender tilbage. Da temperamenter blusser op, nægter han og siger, at Marius skal gøre Cosette til sin elskerinde i stedet for. Fornærmet går Marius sin vej. Dagen efter gør studenterne oprør og bygger barrikader i de smalle gader i Paris. Gavroche ser Javert og informerer Enjolras om, at Javert er spion. Da Enjolras konfronterer ham med dette, erkender han sin identitet og sine ordrer om at spionere mod studenterne. Enjolras og de andre studenter binder ham til en stolpe i restaurant Korinth. Senere samme aften går Marius til Valjean og Cosettes hus i Rue Plumet, men finder huset tomt. Han hører en stemme fortælle, at hans venner venter på ham ved barrikaden. Oprørt over at Cosette er væk, føjer han stemmen og går.
Mens Marius kæmper på barrikaden, kommer en soldat på den anden side og sigter mod Marius. En mand stiller sig dog imellem dem og holder sin hånd og krop foran musketten. Soldaten fyrer og sårer manden dødeligt. Manden kalder Marius ved navn. Marius og læseren opdager at det er Éponine, klædt i mandetøj. Døende bekender hun, at det var hende, der sagde, han skulle gå på barrikaden i det håb, at de ville dø sammen. Det var Éponine, der smed papiret til Valjean. Éponine giver Marius et brev som er adresseret til ham. Det er skrevet af Cosette; Éponine indrømmer at hun fik det tidligere på dagen. Efter Éponines død læser Marius Cosettes brev og skriver et afskedsbrev til hende. Gavroche giver det til Valjean. Valjean, som lærer at Cosettes elskede kæmper, er først lettet, men en time senere, tager han en Nationalgarde-uniform på, bevæbner sig med en pistol og ammunition og forlader sit hjem.

### Bind V – Jean Valjean
Valjean ankommer til barrikaden og redder umiddelbart efter en mands liv, selv om han endnu ikke er sikker på, om han vil redde Marius eller slå ham ihjel. Marius genkender straks Valjean. Enjolras fortæller, at de næsten er løbet tør for ammunition. Efter at have hørt det, går Gavroche over barrikaden for at samle patroner fra de døde soldater fra Nationalgarden. Men han bliver ramt og dræbt af dem.
Senere redder Valjean Javert fra at blive dræbt af studenterne. Han melder sig frivilligt til at henrette Javert, og Enjolras giver ham tilladelse. Valjean tager Javert væk fra de andre og skyder op i luften, mens han lader Javert gå. Mens barrikaden falder, bærer Valjean en såret og bevidstløs Marius væk. Alle de andre studenter – også Enjolras – bliver dræbt. Valjean slipper væk gennem kloakkerne med Marius. Han undgår en politipatrulje. Han finder til slut en udgang fra kloakken, som er lukket med et gitter, men til hans skuffelse er gitteret låst. Valjean hører pludselig en stemme bag sig, han vender sig om og ser Thénardier. Valjean genkender ham, men han er fattet, for han mener ikke, at Thénardier genkender ham. I den tro at Valjean bare er en simpel morder, tilbyder Thénardier at åbne gitteret for penge. Han gennemsøger Valjean og Marius’ lommer. Mens han gør det, river han i hemmelighed et stykke af Marius’ kjole, så han senere kan finde ud af hans identitet. Efter kun at have fundet tredive francs, tager Thénardier modvilligt pengene, åbner gitteret og lader Valjean slippe igennem.
Ved udgangen løber Valjean ind i Javert, som han overtaler til at give sig tid til at føre Marius tilbage til hans familie. Javert indvilger. Efter at have efterladt Marius i Gillenormands hus beder Valjean om endnu en ting: at få lov til kort at tage hjem, hvilket Javert tillader. De ankommer i Homme-Armé gaden og Javert informerer Valjean om, at han vil vente på ham. Mens Valjean går ovenpå, kigger han ud gennem vinduet og ser, at Javert ikke længere er der. Javert går ned af gaden og indser at han er fanget mellem sin strenge tro på loven og den nåde Valjean har vist ham. Han føler, at han ikke længere kan overgive Valjean til myndighederne. Ude af stand til at klare dette dilemma begår Javert selvmord ved at kaste sig i Seinen.
Marius kommer sig af sine skader, og han og Cosette er snart gift.
Samtidig er Thénardier og Azelma til hvide tirsdag ”maskeret”. Thénardier ser Valjean i bryllupsfølget den modsatte vej og byder Azelma følge dem. Efter brylluppet indrømmer Valjean over for Marius, at han er galejslave. Marius er forfærdet over afsløringen. Overbevist om at Valjean er en mand af dårlig moral, styrer Marius Cosette væk fra Valjean. Valjean mister viljen til at leve og bliver sengeliggende.
Senere nærmer Thénardier sig Marius i forklædning, men Marius bliver ikke narret og genkender ham. Thénardier prøver at afpresse Marius med, hvad han ved om Valjean, men dermed retter han Marius’ forkerte opfattelse af Valjean og afslører alt det gode, han har gjort. Han prøver at overbevise Marius om, at Valjean er morder og viser det stykke han rev af kjolen som bevis. Lammet genkender Marius stoffet og indser, at det var Valjean, der reddede ham fra barrikaden. Marius hiver sin blodige kjole frem og kaster den hen til Thénardier. Han konfronterer Thénardier med hans forbrydelser og tilbyder ham en stor sum penge, hvis han tager bort og aldrig vender tilbage. Thénardier takker for tilbuddet, og han og Azelma rejer til Amerika, hvor han bliver slavehandler.
Mens Marius og Cosette skynder sig til Valjeans hus, fortæller han hende om, at Valjean reddede hans liv ved barrikaden. De besøger ham, men den store mand er døende. I sine sidste øjeblikke oplever han lykken med sin adoptivdatter og svigersøn ved sin side. Han afslører også Cosettes fortid for hende og hendes moders navn. Sammen med dem i kærlighed, dør han. Mens han ligger mellem Cosette og Marius, hviler lyset fra biskoppens lysestager over det hele, og midt i natten lyser et lys fra himmelen over Valjean, som om der var en engel, der venter på at følge hans sjæl til Himmelen.

## Personer

### Store
- Jean Valjean (eller Monsieur Madeleine, Iltime Fauchelevent, Monsieur Leblanc, Urbain Fabre, eller 24601 og 9430) – Efter at være blevet dømt for at have stjålet et stykke brød, bliver han prøveløsladt efter nitten år. Udstødt af samfundet for at have været straffefange, møder han biskop Myriel, som ændrer hans liv ved at vise ham nåde og opmuntrer ham til at blive et nyt menneske. Han antager en ny identitet for at føre et ærligt liv; han bliver fabriksejer og borgmester. Han adopterer og opfostrer Fantines datter Cosette, redder Marius fra barrikaden og dør i en høj alder, efter at have holdt sit løfte til biskoppen.
- Javert – En politiinspektør, som vedblivende jager, finder og mister Valjean. Han går under dække bag barrikaden, men opdages og afsløres. Valjean har chancen for at slå Javert ihjel, men lader ham gå. Senere ”lader” Javert Valjean slippe fri. For første gang er Javert i en situation, hvor han ved at den, ifølge loven rette vej, er umoralsk. Hans indre konflikt leder ham til at tage sit eget liv ved at springe i Seine floden.
- Biskop Myriel, biskoppen i Digne (Charles- François-Bienvenu Myriel eller Monseigneur Bienvenu) – En venlig gammel præst, som forfremmes til biskop efter et tilfældigt møde med Napoleon. Han beder Valjean ændre sin væremåde efter at Valjean stjæler hans sølvtøj, og biskoppen redder Valjean fra at blive arresteret.
- Fantine – En parisisk grisette bliver forladt af sin elsker Félix Tholomyès og opfostrer hans lille barn. Fantine overlader sin datter Cossete til Thénardier, en krovært i landsbyen Montfermeil. Uheldigvis forkæler Mme. Thénardier sine egne døtre og mishandler Cosette. Fantine får arbejde på Monsieur Madeleines fabrik, og fordi hun er analfabet, får hun andre til at skrive sine breve til Thénardier for sig. Hun bliver fyret, da en kvindelig opsynsmand finder ud af, at hun er ugift mor. For at betale Thénardier, sælger hun sit hår, to fortænder og tyer til sidst til prostitution. Hun bliver syg måske af tuberkulose. Valjean hører om hendes kvaler, da Javert arresterer hende for at have overfaldet en mand, som fornærmede hende og smed sne ned ad hendes ryg, og sender hende på hospitalet. Da Javert konfronterer Valjean i hospitalsstuen, dør hun af chock og sygdom efter at Javert afslører Valjeans identitet for hende.
- Cosette (Rigtige navn Euphrasie, Lærken, Mademoiselle Lanoire eller Urssula) – Den uægte datter af Fantine og Tholomyès. Fra omtrent hun er tre til hun er otte år bankes hun og tvinges til at slide og slæbe for familien Thénardier. Efter Fantines død, befrier Valjean hende fra Thénardier og adopterer hende. Nonner i et kloster i Paris uddanner hende. Hun vokser op og bliver en meget smuk kvinde. Hun forelsker sig i Marius Pontmercy og gifter sig med ham i slutningen af romanen.
- M. og Mme. Thénardier (eller Jondrette, M. Fabantou eller M. Thénard) – En korrupt krovært og hans kone. De har fem børn: to døtre (Éponine og Azelma) og tre sønner (Gavroche og to unavngivne sønner). De tager Cosette til sig i hendes tidlige år, men de misbruger hende. De skriver også opdigtede breve til Fantine om Cosette, for at afpresse penge. Efter at Valjean tager Cosette med sig, mister de kroen da de går bankerot og flytter til Paris, hvor de bor som familien Jondrette. M. Thénardier forbindes med den berygtede forbryderbande, Patron-Minette, men på trods af at mange tror det, så er han ikke deres overhoved; begge parter arbejder uafhængigt af hinanden. Familien bor ved siden af Marius, som genkender M. Thénardier, som manden der ”tog sig af” hans far ved Waterloo. Javert arresterer dem, efter at Marius forpurrede deres planer om at berøve og dræbe Valjean i deres lejlighed. I slutningen af romanen er Mme. Thénardier for længst død i fængslet, mens M. Thénardier og Azelma tager til Amerika, hvor han bliver slavehandler.
- Marius Pontmercy – En anden generations baron (ikke anerkendt som en under det nuværende regime, fordi hans far blev adlet af Napoleon Bonaparte), som bliver uvenner med sin royalistiske bedstefader, der opdagede at hans far var officer under Napoleon. Han studerer jura, slutter sig til de revolutionære ABC studenter, og bliver senere forelsket i Cosette.
- Enjolras – Lederen af Venner Af ABC i pariseroprøret. En charmerende og intimiderende mand med engleblid skønhed, er han lidenskabeligt viet til demokrati, lighed og retfærdighed. Enjolras er en mand af principper, som tror på en sag – at skabe en republik, at befri de fattige – uden nogen tvivl. Han og Grantaire henrettes af Nationalgarden efter barrikadens fald.
- Éponine (eller Jondrette pigen) – Thénardiers ældste datter. Som barn blev hun forkælet af sine forældre, men ender som gadebarn, da hun når pubertetsalderen. Hun er medvirkende til sin fars forbrydelser og lægger planer for at tjene penge. Hun er blindt forelsket i Marius. På hans anmodning, finder hun Valjean og Cosettes hus for ham og fører ham bedrøvet derhen. Hun forhindre også sin far, Patron-Minette og Brujon i at stjæle i huset under et af Marius’ besøg for at møde Cosette. Efter at have forklædt sig som en dreng, manipulerer hun Marius til at tage til barrikaden, i håbet om at de vil dø sammen. Men hun redder hans liv ved at række sin hånd ud for at stoppe en soldats kugle, som var rettet mod Marius; hun er dødeligt såret da kuglen går gennem hendes hånd og ud af ryggen. Hendes sidste ønske er, at Marius vil kysse hende på panden, når hun er død. Han opfylder hendes ønske af medlidenhed for hendes hårde liv.
- Gavroche – Det uelskede mellemste barn og ældste søn i familien Thénardier, yngre end sine søstre. Han bor alene og er gadebarn. Han tager sig kortvarigt af sine to yngre brødre, uvidende om at de er i familie med ham. Han tager del i barrikaden og slås ihjel, mens han samler kugler fra de døde Nationalgardere til ABC-studenterne på barrikaden.

### Små
- Jean Valjean (den ældre) – Far til Jean Valjean, en skovhugger i Faverolles, som døde efter at være faldet ned fra et træ, da sønnen var dreng. Historien fortæller, at han blev kaldt ”Valjean” eller Vlajean”, som sandsynligvis er et kælenavn, en variation af ”Vaoila Jean”
- Jeanne Mathieu – Jean Valjeans kone og mor til Jean Valjean og hans storesøster, hun døde af mælkefeber da han var en dreng, og efterlod derved hans søster til at opdrage ham.
- Jeanne Valjean – Jean Valjeans storesøster, en enke med syv børn, som tager sig af Jean Valjean efter deres forældres død. Efter at Jean har været indespærret i flere år, hører han, at hun er flyttet til Paris, hvor hun arbejder og kun har et barn, den yngste dreng, med sig. Hendes andre seks børns skæbne bliver ikke nævnt.
- Mademoiselle Baptisine – Biskop Myriels søster. Hun elsker og ærer sin broder.
- Madame Magloire – Husholderske for biskoppen og hans søster. Hun er ængstelig ved, at biskoppen lader døren stå åben for fremmede.
- Petit Gervais – En lille dreng som taber en mønt. Der er to perspektiver på Jean Valjeans møde med ham. I det ene er Valjean stadig en mand med en kriminel tankegang og sætter sin fod oven på mønten og nægter at give den til drengen, selv om Gervais protesterer. Da drengen flygter fra stedet og Valjean kommer til sig selv, husker han, hvad biskoppen havde gjort for ham, og han skammer sig forfærdeligt og leder forgæves efter drengen. En anden fortolkning af denne scene er at Jean Valjean ikke var klar over, at han trådte på mønten og snerrer ad Gervais, i den tro at han bare irriterer ham, men opdager senere at mønten lå under hans fod og får det forfærdeligt. Uanset hvad, er han urørt af drengens bønner.
- Félix Tholomyès – Fantines elsker og Cosettes biologiske far. En rig student, som sætter sin egen glæde og velbefindende over alt andet. Han tænker ikke meget over sit forhold med Fantine, og anser det for en ”passerende affære”. Efter at have gjort Fantine gravid, forlader han hende. Hugo afslutter Tholomyès’ rolle i historien ved at sige ”tyve år senere, under Kong Loius Philippe, var han en fed provinsadvokat, rig og indflydelsesrig; en klog vælger og ubønhørlig jury; dog altid en mand af glæder.”
- Fauchelevent – Valjean redder Fauchelevents liv, da Valjean løfter kærren, han er fanget under. Fauchelevent gengælder tjenesten ved at give Valjean og Cosette et fristed i klosteret og ved at give sit navn til Valjean.
- Bamatabois – En drivert, som chikanerer Fantine og kommer sne ned ad ryggen på hende. Han er også et af jurymedlemmerne ved Champmathieus retssag.
- Brevet – en tidligere fange fra Toulon, som kendte Valjean dér. I 1823 afsoner han tid i fængslet Arras for en ukendt forbrydelse. Han er den første som påstår at Champmathieu virkelig er Valjean. Han går med strikkede, ternede seler.
- Champmathieu – En vagabond som fejlagtigt bliver anklaget for at været Valjean
- Chenildieu – En livstidsfange fra Toulon. Han og Valjean var kædekammerater i fem år. Han prøvede en gang at fjerne livstids mærket TFP (”travaux forcés à perpetuité” ”tvungen arbejder for livet”) ved at brænde det væk. Han beskrives som en lille, senet, men energisk mand.
- Cochhepaille – Endnu en livstidsfange fra Toulon. Han plejede at være hyrde fra Pyrenæerne, men blev smugler. Han beskrives som stupid og har en tatovering på sin arm, ”1 Marts, 1815”.
- Søster Simplice – nonne, som tager sig af Fantine på hendes sygeleje. Hun lyver over for Javert for at beskytte Valjean, på trods at sit ry for aldrig at have fortalt en løgn i hele sit liv.
- Moder Innocente (eller Marguerite de Blemeur) – Abbedisse i Petit Picpus klosteret.
- Toussaint – Valjean og Cosettes tjenestepige i Paris. Hun har en mild stammen.
- Monsieur Gillenormand – Marius’ bedstefader. Som monarkist er han dybt uenig med Marius i hans politiske synspunkter, og de har flere skænderier. Han forsøger at forhindre Marius i at blive påvirket af sin fader, der er officer i Napoleons hær. Selv om de konstant er uenige i politik, viser han dog sin kærlighed over for sin dattersøn.
- Mademoiselle Gillenormand – M. Gillenormands eneste levende datter. Hun bor sammen med sin far. Hendes afdøde halvsøster (M. Gillenormands datter fra et andet ægteskab), var Marius’ mor.
- Oberst Geogres Pontmercy – Marius' far og officer i Napoleons hær. Han blev såret ved Waterloo og tror fejlagtigt, at M. Thénardier reddede hans liv. Han fortæller Marius om denne store gæld. Han elsker Marius af hele sit hjerte og holder øje med ham, når M. Gillenormand ikke lader ham besøge Marius.
- Ma’am Bougon (Virkelige navn Madame Burgon) – Udlejer i Gorbeau Huset
- Mabeuf – en ældre kirkeopsynsmand. Han var ven med oberst Pontmercy og bliver ven med Marius efter oberstens død. Han hjælper Marius med at lære hans fars identitet og intentioner at kende. Han har forkærlighed for planter og bøger, men ender med at være nødt til at sælge sine bøger på grund af fattigdom. Fordi han føler at alt håb er ude, slutter han sig til studenterne i oprøret. Han bliver skudt og dræbt på barrikaden, da han rejser deres flag.
- Magnon – Forhenværende tjenestepige hos M. Gillenormand og ven af Thénardier. Hun har modtaget børnepenge fra M. Gillenormand til sine to illegitime sønner, som hun påstår han er far til. Da hendes sønner dør i en epidemi, erstatter hun dem med Thénardiers to yngste sønner, så hun kan bevare sin indkomst. Thénardier får sin del af betalingen. Hun bliver senere arresteret for en påstået indblanding i røveriet i Gorbeau huset.
- To små brødre – Thénardiers to unavngivne yngste sønner. Thénardiers sender deres sønner til Magnon for at erstattet hendes to sønner, som døde af sygdom. Da Magnon arresteres, giver en skomager drengene en seddel skrevet af Magnon med en adresse på hvorhen de skal gå. Uheldigvis bliver seddelen revet fra dem på grund af et stærkt vindpust. Ude af stand til at finde stedet, ender de med at leve på gaden. De løber snart ind i deres bror Gavroche, som giver dem midlertidig ly og støtte. De to drenge og Gavroche ved ikke at de er i familie. Umiddelbart efter Gavroches død ved barrikaden, bliver de to drenge sidst set i Luxemborghaven, hvor de henter og spiser kasseret brød fra et springvand. Deres videre skæbne er ukendt.
- Azelma – Thénardiers yngste datter. Som sin søster Éponine var hun forkælet som barn og lider samme lasede og fattige skæbne som sin familie. Hun tager del i sin fars kriminalitet. I modsætning til sin søster er Azelma ikke afhængig og frygtsom. Hun viser heller ikke trods mod sin fader (hun følger hans ordre om at slå ruden ud med hånden for at få dem til at virke mere fattige inden Valjean og Cosettes velgørenhedsbesøg). Efter det mislykkede tyveri mod Valjean, ses hun først på Marius og Cosettes bryllupsdag, hvor hun og hendes forældre er klædt ud som ”masker” til hvide tirsdag. I slutningen af romanen er Azelma den eneste af Thénardiers børn, som ikke dør; hun rejser med sin far til Amerika.
- Patron-Minette – En kvartet af banditter som hjælper Thénardier med at lokke Valjean i et baghold i Gorbeau huset og det spolerede indbrud i Rue Plumet. Banden består af Montparnasse, Claquesous, Babet og Gueulemer Claquesous. Gueulemer Claquesous flygter fra den vogn, der skal transportere ham til fængslet efter Gorbeau røveriet og slutter sig til revolutionen under dække af navnet ”Le Cabuc”, men bliver henrettet af Enjolras for at havde skudt på en civil.
- Brujon – en røver og forbryder. Han tager del i forbrydelser sammen med M. Thénardier og Patron-Minette banden (så som Gorbeau røveriet og det forsøgte indbrud i Rue Plumet).
- Venner af ABC – En gruppe revolutionære studenter. De kæmper og dør ved oprøret i Paris den 5. og 6. juni 1832. De ledes af Enjolras og andre af de vigtigste medlemmer er Courfeyrac, Combeferre, Jean Prouvaire, Feuilly, Bahorel, Laigle (også kaldet Bossuet; staves til tider L’Aigle, Lesgle, Lègle eller Lesgles), Joly og Grantaire.[1]
- Grantaire – En alkoholisk student som til forskel fra de andre revolutionære ikke tror på ABC samfundets sag, men associerer sig med dem, fordi han beundrer, elsker og nærer stor respekt for Enjolras. I romanen sammenlignes deres forhold med det pæderastiske forhold mellem Orestes og Pylades. Grantaire henrettes sammen med Enjolras.

## Modtagelse af kritikken
De første to bind af Les Misérables udkom d. 3. april 1862, varslet af en massiv kampagne; resten udkom d. 15. maj 1862. Da Victor Hugo havde ry for at være en af Frankrigs bedste digtere, var romanen en længe ventet begivenhed. Kritikernes reaktioner var mange og ofte negative; nogle fandt bogens emne umoralsk, andre beklagede sig over dens overdrevne sentimentalitet, og nogle var foruroliget over dens klare sympati for de revolutionære. Goncourt brødrene udtrykte deres store utilfredshed og dømte romanen til at være kunstig og skuffende. Flaubert fandt ”hverken sandhed eller storhed.” Den franske forfatter og kritiker Charles Baudelaire gav værket gode anmeldelser i aviserne, men kaldte den privat for “smagløs og generelt inkompetent.”
Bogen var en stor kommerciel succes. Den korteste korrespondance i forlagshistorien er mellem Hugo og hans udgiver Hurst & Blackett i 1862. Hugo var på ferie, da Les Misérables blev udgivet. Han telegraferede ”?” til sin udgiver, som svarede med et ”!”. Da den blev oversat til bl.a. italiensk, græsk og portugisisk samme år, viste det sig, at den ikke kun var populær i Frankrig, men i hele Europa. Den har været populær lige siden og var favorit blandt de konfødererede soldater fra den Amerikanske borgerkrig, som kaldte sig for ”Lee's Miserables” (en reference til deres stadig dårligere forhold under General Robert E. Lee). Dens popularitet fortsætter, og mange anser den for den vigtigste roman nogensinde.

## Bearbejdelser

### Film Og TV
- 1907, On the barricade (På barricaden), instrueret af Slice Guy Blaché, en tidlig bearbejdning af romanen
- 1907, Le Chemineau
- 1909, Les Misérables, film, instrueret af J. Stuart Blackton
- 1909, Biskoppens Lysestager, instrueret af Edwin S. Porter
- 1911, instrueret af Albert Capellani
- 1913, endnu en gang instrueret af Albert Capellani
- 1913, Biskoppens Lysestager, instrueret af Herbert Brenon, lavet ud fra den anden bog I det første bind
- 1917, Instrueret af Frank Lloyd
- 1922, Au Mujou, instrueret af Kiyohiko Ushihara og Yoshinobu Ikeda, japansk film, produktionen blev aflyst efter indspilningen af de af de fire planlagte dele
- 1925, Les Misérables, instrueret af Henri Fescourt
- 1929, Biskoppens Lysestager, instrueret af Norman McKinnel, første lydfilms version
- 1929, Au Mujun, instrueret af Seika Shiba, japansk film
- 1931, Jean Valjean, instrueret af Tomu Uchida, japansk film
- 1934, Les Misérables, instrueret af Raymons Bernard
- 1935, Les Misérables, instrueret af Richard Boleslawski
- 1937, Gavrosh, instrueret af Tatyana Lukashevich, Sovjetisk film
- 1938, Kyojinden, instrueret af Mansaku Itami, japansk film
- 1943, Los Miserables, instrueret af Renando A. Rovero, Mexicansk film
- 1944, El Boassa, instrueret af Kamal Selim, Egyptisk film
- 1948, I Miserabili, instrueret af Riccardo Freda
- 1949, Les Nouveaux Misérables, instrueret af Henri Verneuil
- 1950, Re mizeraburu: Kami to Akuma, instrueret af Daisuke Ito (Engelsk titel: Gods and Demons)
- 1950, Ezhai Padum Padu og Beedala Patlu, instrueret af K. Rammoth
- 1952, Les Misérables, instrueret af Lewis Milestone
- 1952, I miserabili, genudgivelse af filmen fra 1948
- 1955, Kudan, instrueret af Sohrab Modil, Indisk hindi film
- 1956, Duppathage Duka, Sri Lankansk film
- 1957, Sirakaruwa, instrueret af Sirisena Wimalaweera, Sri Lankandk Sinhala film
- 1958, Les Misérables, instrueret af Jean-Paul Le Chanois, med Jean Gabin på rollelisten
- 1958, Os Miseráveis, instrueret af Dionísio Azevedo, Brasiliansk film
- 1961, Jean Valjean, koreansk film af Seung-ha Jo
- 1961, Cosette, instrueret af Alain Boudet på Clause Santellis program Le Théâthe de le jeunesse
- 1962, Gavroche, instrueret af Alain Boudet på Le Le Théâthe de le jeunesse
- 1963, Jean Valjean, instrueret af Alain Bouset på Le Théâthe de le jeunesse
- 1964, I miserabili, italiensk tv-miniserie instrueret af Sandro Bolchi. Medvirkende: Gaston Moschin (Jean Valjean), Tino Carraro (Javert), Giulia Lazzarini (Fantine/Voksen Cosette), Loretta Goggi (Ungs Cosette), Antonio Battistella (Thénardier), Cesarina Gheraldi (Mme. Thénardier), Angela Cardile (Éponine), Roberto Bisacco (Marius), Claudio Sora (Enjolras), Aldo Silvani (Monseigneur Bienvenu) og Edoardo Nevola (Gavroche). Serien vare næsten ti timer
- 1967, tv-miniserie, instrueret af Alan Bridges. Mevirkene: Frank Finaly (Jean Valjean), Anthony Bate (Javert), Alan Rowe (Thénardier), Judy Parfitt (Mme. Thénardier), Michele Dotrice (Fantine), Lesley Roach (Cosette), Elizabeth Counsell (Éponine), Vivian Mackerall (Marius), Derek Lamden (Gavroche) Caven Kendall (Enjolras), Finlay Currie (Biskoppen fra Digne)
- 1967, Os Miseráveis, brasiliansk film
- 1967, Sefiller, tyrkisk film
- 1972, fransk tv-miniserie, instrueret af Marcel Bluwal. Medvirkene: Georges Géret (Jean Valjean), Bernard Fresson (Javert), Nicole Jamet (Cosette), François Marthouret (Marius), Alain Mottet (Thénardier), Micha Bayard (Mme. Thénardier), Hermine Karagheuz (Éponine), Anne-Marie Coffinet (Fantine), Jean-Luc Boutté (Enjolras), Gilles Maidon (Gavroche), François Vibert (Monseigneur Myriel)
- 1973, Los Miserables, mexicansk tv udgave, instrueret af Antulion Jiménez Pons. Medvirkende: Sergio Bustamante (Jean Valjean), Antonio Passy (Javert), Blanca Sánchez (Fantine), Edith González (Young Cosette), Carlos Ancira (Thénardier), Magda Guzmán (Mme. Thénardier), Diana Bracho (Cosette), Luis Torner (Marius), María Rojo (Éponine), Carlos Arguelles (Gavroche), Héctor Bonilla (Enjolras), Ángel Garasa (Bishop Myriel), Fernando Soler (M. Gillenormand), Alejandro Ciangherotti (Fauchelevent), José Luis Jiménez (Mabeuf)
- 1978, Al Boasa, egyptisk udgave
- 1982, Les Misérables instrueret af Robert Hossein
- 1985, TV version af filmen fra 1982, some r tredive minutter længere og delt op i fire dele
- 1995, Les Misérables, instrueret af Claude Lelouch
- 1995, Les Misérables – The Dream Cast in Concert (Musicalen lavet som koncert)
- 1998, Les Misérables, instrueret af Bille August. Medvirkende : Liam Neeson, Geoffrey Rush, Uma Thurman, Hans Matheson, og Claire Danes
- 2000, 6 timer lang fransk tv-miniserie, instrueret af Josée Dayan og co-produceret af Gérard Depardieu. Medvirkende: Gérard Depardieu (Jean Valjean), John Malkovich (Javert), Christian Clavier (Thénardier), Veronica Ferres (Mme. Thénardier), Charlotte Gainsbourg (Fantine), Virginie Ledoyen (Cosette), Enrico Lo Verso (Marius), Asia Argento (Éponine), Jeanne Moreau (Mother Innocente), Steffen Wink (Enjolras), Jérôme Hardelay (Gavroche), Otto Sander (Monseigneur Bienvenu)
- 2000, 3 timer lang engelsk tv-film version af den franske miniserie fra 2000
- 2012, 2 en halv times musical/film. Medvirkende: Hugh Jackman, Russell Crowe, Anne Hathaway, Amanda Seyfried, Eddie Redmayne, Helena Bonham Carter, Sacha Baron Cohen

### Animationer
- 1977, Cosette, Sovjetisk
- 1977, Shoujo Cosette, Japansk
- 1978, Au Mujou, Japansk, spænder over de to første bind af romanen
- 1979, Jean Valjean Monogatari, instrueret af Takashi Kuoka, skrevet af Masaki Tsuji, Japansk
- 1992, en 26 episoder lang fransk animeret serie
- 2007 Les Misérables: Shōjo Cosette, en animeret, japansk tvserie på 52 episoder

### Radio
- 1937, Skrevet, produceret og instrueret af Orson Welles [9][10]
- 1952, Instrueret af Earl Ebi[11]
- 1982, Instrueret af Hyman Brown[12]
- 2001, Instrueret af Sally Evans og Jeremy Mortimer [13][14]
- 2002, Instrueret af Phillip Glassborow [15]

### Musical
- I 1980 havde musicalen premierepå Palais des Sports i Paris. Den blev en af de mest succesfulde musicaler i historien. Den var instrueret af Robert Hossein, musikken blev komponeret af Claude-Michel Schönberg og teksten blev skrevet af Alain Boublil.
- I 1985 blev en engelsksproget version opsat i London på Barbican Arts Center. Den blev produceret af Cameron Mackintosh og bearbejdet og instrueret af Trevor Nunn og John Caird. Teksterne blev skrevet af Herbert Kretzmer med ekstra materiale af James Fenton.
- i 1987 have musicalen debut på Broadway i New York.
- 2007, Les Misérables: School Edition
- 2008, Les Misérables: Le Capitole de Québec version, instrueret af Frédéric Dubois

### Teaterstykker
- I 1863, et år efter at romanen blev udgivet, lavede Charles Victor Hugo (Hugos søn) og Paul Meurice for første gang et teaterstykke over romanen. [16][17]
- I 1906 skrev Broadway-skuespilleren Wilton Lackaye en version i fem akter, med titlen The Law and the Man, dog primært for at skabe en stærk rolle til sig selv (han skulle spille Valjean). [18]
- En udendørs version blev opført om sommeren I Citadelle i Frankrig. [16][19]
- Der finds en version lavet af Jonathan Holloway. [16][20]
- Der er en version lavet af Tim Kelly.[16][21]
- Der findes en version skabt af Spiritual Twist Produvtions.[16][22] Dette stykke understreger de mere religiøse aspekter af romanen. [16][22] It was last performed in April 2005 at the Clayton Center.[22]

### Spil
- Et adventure spil er blevet udgivet af Chris Tolworthy, tiltænkt som en direkte bearbejdelse af bogen. [23][24]
- Der finds et amatør 2D kamp spil, som man frit kan downloade, baseret på musicale. Spillet heder ArmJoe, og er skabt af Takase. [25][26][27] Navnet er et ordspil på bogens japanske titel Aa Mujou (ああ無情).[26][27] Spillet inkorporerer hovedpersonerne som de vises i musicalen, hovedsageligt Jean Valjean, Enjolras, Marius, Cosette, Éponine, Thénardier og Javert – der ud over er der en politibetjent, en robot klon af Valjean aldet RoboJean, en personificering af Dom (Judgement) og en kanin der hedder Ponpon. [27]

### Uofficielle fortsættelse
- I juli 1995 blev Laura Kalpakians roman Cosette: The Sequel to Les Misérables udgivet. Romanen er udgivet af HarperCollins. Tom De Haven fra Entertainment Weekly kaldte romanen for ”kedelig, eksalteret og banal.”[28]

- I 2001 udgav François Cérésa sine egne to fortsættelser af romanen: Cosette or the Time of Illusions og opfølgeren Marius or The Fugitive. Begge romaner blev udgivet af Plon. Hugos arvinger, heriblandt hans tipoldebarn Pierre Hugo, ønskede at få romanerne forbudte, da de anså dem for at være et brud på de moralske rettigheder, som forfatteren har, og at de forrådte ”respekten for integriteten” og ”ånden” i Hugos originale roman for at tjene penge.[29][30][31][32] Cérésa fjernede endog en central scene fra den originale roman, bragte Inspektør Javert til live igen og ændrede ham til at være en helt.[29][32][33] I 2007 afsagde Cour de Cassation dom til fordel for Cérésa og Plon.[29][30][31]

## References
1. ↑  s:Les Misérables/Volume 3/Book Fourth/Chapter 1
2. ↑  La réception des Misérables en 1862 – Max Bach – PMLA, Vol. 77, No. 5 (Dec., 1962)
3. ↑  L. Gauthier skrev i Le Monde den 17. august 1862: "Man kan ikke læse bogen uden at væmmes over alle de detaljer Monsieur Hugo giver om den succesfulde planlægning af opstande." (se LES 5 ET 6 JUIN 1832. L'EVENEMENT ET LES MISERABLES)
4. ↑  dealCOM, webmaster@dealcom.com. "Publications et écrit - CULTURESFRANCE". Adpf.asso.fr. Arkiveret fra originalen 27. september 2007. Hentet 2009-10-15.
5. ↑  Brevfra G. Flaubert til Madame Roger des Genettes – juli 1862 link Arkiveret 27. november 2006 hos  Wayback Machine  (Webside ikke længere tilgængelig). I dette private brev besværer Flaubert, som erklærer sig irriteret over romanen og indigneret over "guds fald", sig over personernes grove, stereotypiske karakterer, der alle taler vel, men på samme måde. Og til sidst beskriver bogen som infantil
6. ↑  Les Misérables de Victor Hugo par Charles Baudelaire dans le journal Le Boulevard (1862)
7. ↑  Réception des Misérables en Grèce Arkiveret 20. juli 2011 hos  Wayback Machine by Marguerite Yourcenar
8. ↑  "Réception des Misérables au Portugal". Arkiveret fra originalen 29. september 2007. Hentet 26. oktober 2010.
9. ↑  "The Mercury Theatre on the Air". Mercurytheatre.info. Hentet 2009-10-15.
10. ↑  "Les Misérables — 1937 Radio Program (US)". PontAuChange.com. Arkiveret fra originalen 15. juli 2011. Hentet 2010-06-02.
11. ↑  "Les Misérables — Lux Radio Theater 1952". PontAuChange.com. 1952-12-22. Arkiveret fra originalen 11. juli 2011. Hentet 2010-06-02.
12. ↑  "Les Miserables — CBS Radio Program". PontAuChange.com. Arkiveret fra originalen 28. maj 2010. Hentet 2010-06-02.
13. ↑  "The Official Roger Allam Fan Site". Rogerallam.co.uk. 2004-04-05. Arkiveret fra originalen 10. juni 2009. Hentet 2009-10-15.
14. ↑  "Les Misérables — BBC4 Radio Serial (UK)". PontAuChange.com. Arkiveret fra originalen 15. juli 2011. Hentet 2010-06-02.
15. ↑  "Les Misérables — 2002 Radio Program (US)". PontAuChange.com. Arkiveret fra originalen 15. juli 2011. Hentet 2010-06-02.
16. 1 2 3 4 5 6  "LES MISERABLES: five theatrical versions". Arkiveret fra originalen 27. august 2010. Hentet 26. oktober 2010.
17. ↑  Literature on the Age of Napoleon: Les Misérables, by Victor Hugo
18. ↑  ""LES MISLRABLES" IN PANORAMIC MELODRAMA; Lackaye Slices Hugo to Make a Manhattan Holiday. THE RESULT IS INTERESTING " The Law and the Man" Transfers to the Stage Many Incidents of Jean Valjean's Career" (PDF). The New York Times. 1906-12-21.
19. ↑  "Victor Hugo's 'Les Miserables' at Montreuil". Arkiveret fra originalen 13. maj 2010. Hentet 26. oktober 2010.
20. ↑  Samuel French, Inc. The House of Plays & Musical Plays for Over 175 Years
21. ↑  "Les Miserables". Arkiveret fra originalen 7. februar 2012. Hentet 26. oktober 2010.
22. 1 2 3  "Les Miserables: A Story of Grace". Arkiveret fra originalen 25. juni 2011. Hentet 26. oktober 2010.
23. ↑  LES MISERABLES: THE GAME OF THE BOOK
24. ↑  Les Miserables: The Game of the Book
25. ↑  ArmJoe's Official Site
26. 1 2  "GamerWiki's ArmJoe page". Arkiveret fra originalen 11. juli 2011. Hentet 26. oktober 2010.
27. 1 2 3  "Les Miserables: the Arm Joe fighting game". Arkiveret fra originalen 1. oktober 2010. Hentet 26. oktober 2010.
28. ↑  Haven, Tom De (1995-07-28). "Cosette | Book Review | Entertainment Weekly". Ew.com. Arkiveret fra originalen 23. september 2011. Hentet 2009-10-15.
29. 1 2 3  Willsher, Kim (2007-01-31). "Heir of Victor Hugo fails to stop Les Mis II | World news". London: The Guardian. Hentet 2009-10-15.
30. 1 2  "French Court decides on the sequel of Les Miserables". EDRI. Arkiveret fra originalen 20. maj 2010. Hentet 2009-10-15.
31. 1 2  "French court allows Les Miserables sequel". Reuters. 2008-12-19. Hentet 2009-10-15.
32. 1 2  Riding, Alan (2001-05-29). "Sequel to 'Les Misérables' Causes Legal Turmoil - The New York Times". Nytimes.com. Hentet 2009-10-15.
33. ↑  "Cosette, or the Time of Illusion". smh.com.au. 2003-02-01. Hentet 2009-10-15.